# Stadtkirche Mellingen

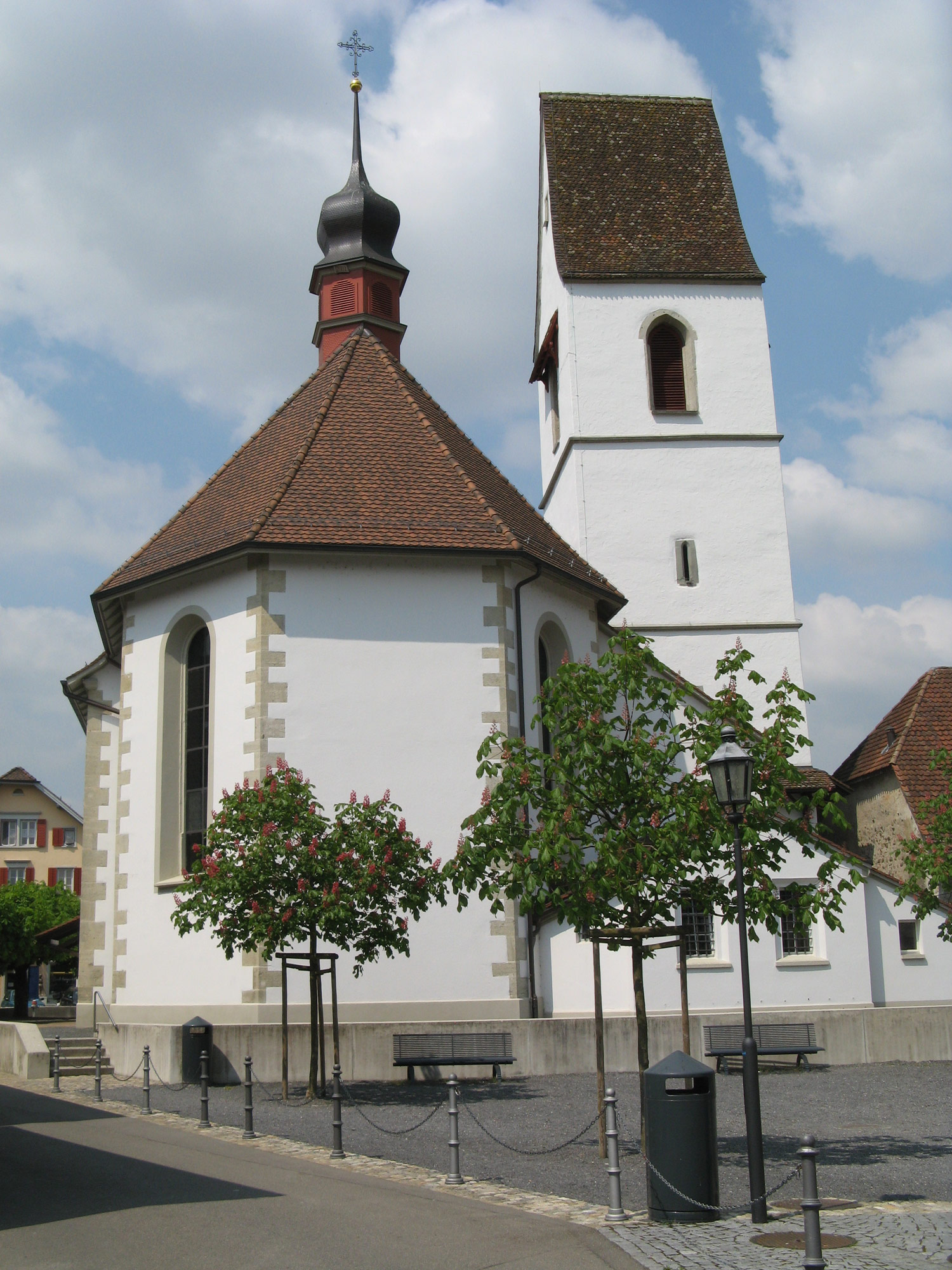
Rückseite mit Chor und Kirchturm

Die Stadtkirche Mellingen ist die römisch-katholische Pfarrkirche in Mellingen in der Schweiz. Sie befindet sich am südöstlichen Ende der Altstadt, gegenüber dem Iberghof und nahe dem Ufer der Reuss. Die Johannes dem Täufer geweihte Kirche geht bis auf das 10. Jahrhundert zurück. Das heute bestehende barocke Gebäude entstand im Jahr 1675, darüber hinaus ist der gotische Kirchturm aus dem 14. Jahrhundert erhalten geblieben.

## Geschichte

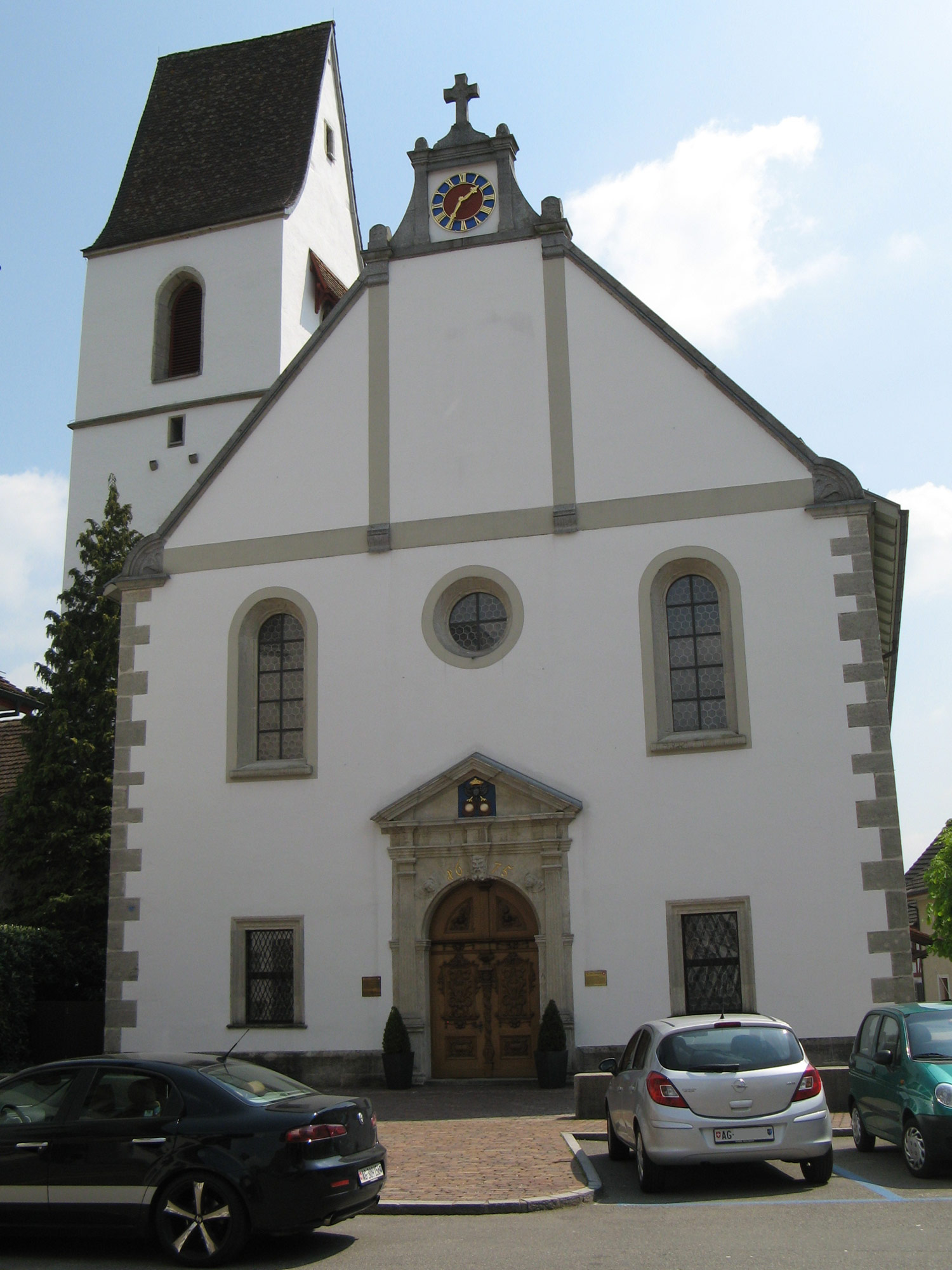
Vorderseite

Die älteste urkundliche Erwähnung stammt aus dem Jahr 1045. Mindestens seit dem 10. Jahrhundert war die Stadtkirche eine Eigenkirche der Grafen von Lenzburg. Im 11. Jahrhundert ging sie in den Besitz des Klosters Schänis über, was Papst Alexander III. im Jahr 1178 bestätigte. Ein Geistlicher wird erstmals 1248 namentlich erwähnt. Im 13. Jahrhundert traten die Habsburger als Kollatoren auf, ab 1415 war die Stadt für die Kirche verantwortlich. Die Pfarrei Mellingen trat 1529 zur Reformation über, wurde aber drei Jahre später nach dem Zweiten Kappelerkrieg zwangsweise rekatholisiert. Das Stadtgebiet auf der rechten Seite der Reuss, der sogenannte Trostburger Zwing, gehörte während Jahrhunderten zur Pfarrei Rohrdorf und kam erst 1896 zur Pfarrei Mellingen.

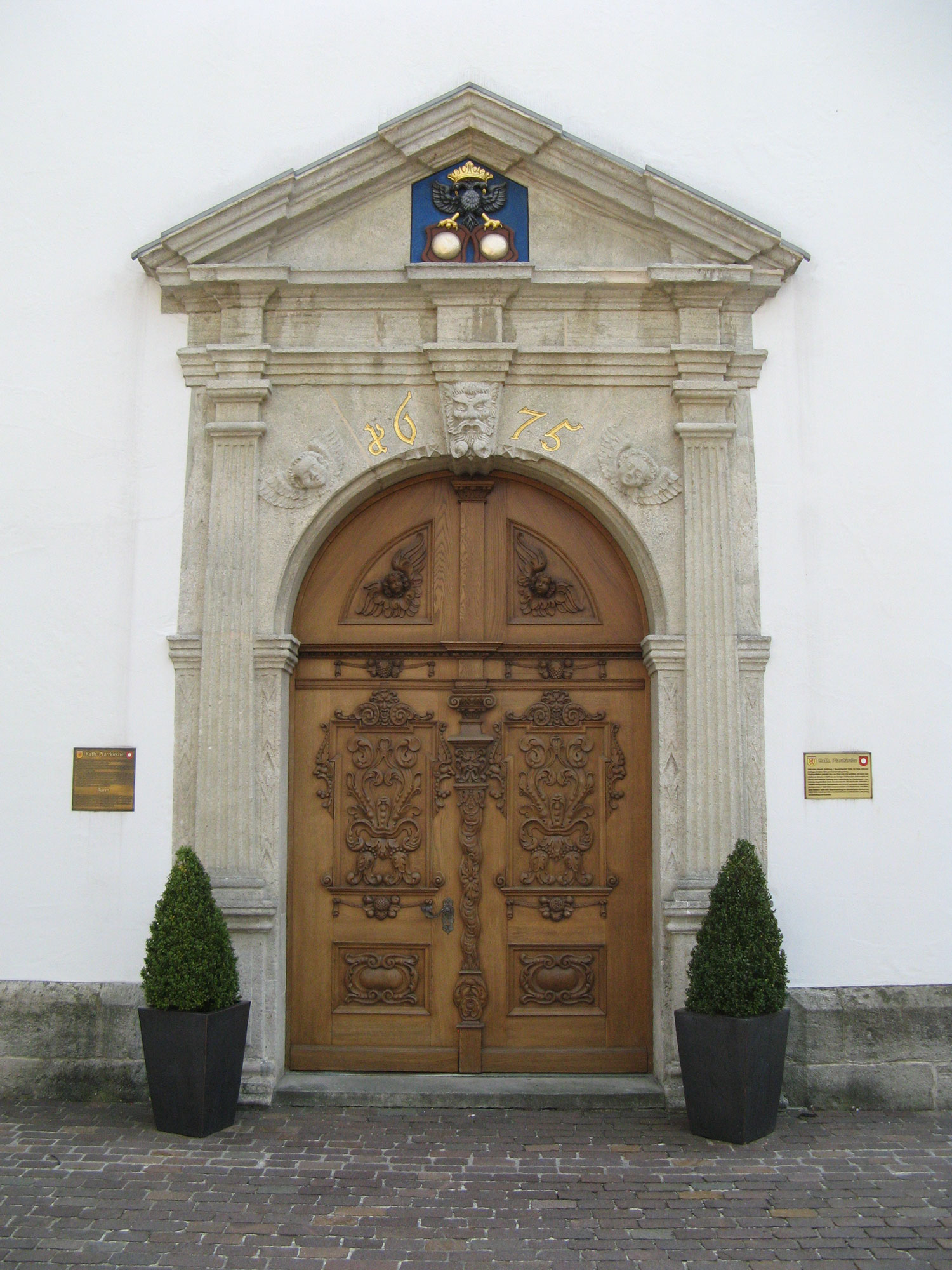
Hauptportal

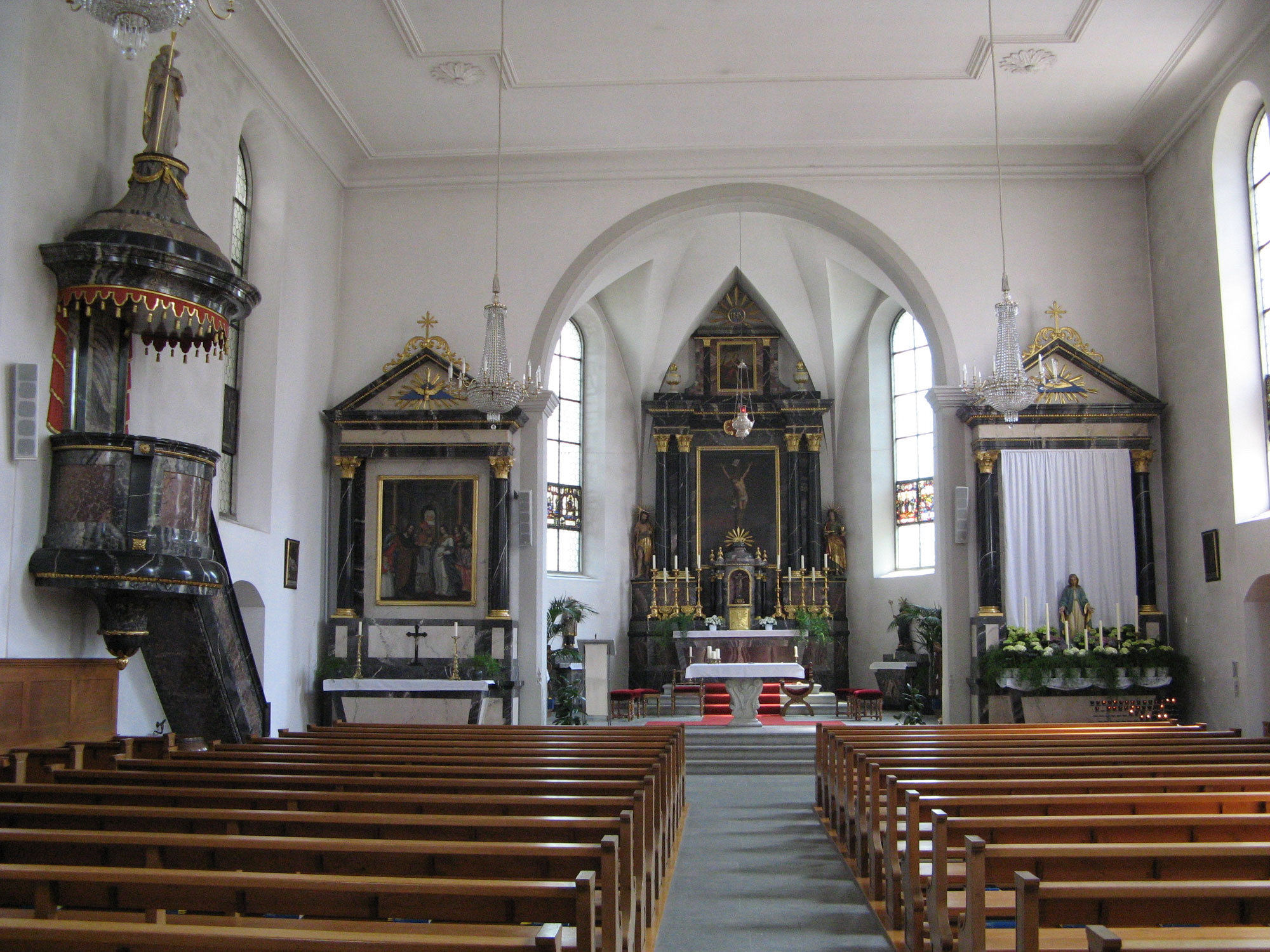
Innenraum

Im späten 13. oder frühen 14. Jahrhundert liessen die habsburgischen Kollatoren das mittelalterliche, vermutlich romanische, Kirchengebäude durch einen gotischen Neubau ersetzen. Dieser wurde zwar 1629–1632 umfassend renoviert, erwies sich jedoch bereits wenige Jahrzehnte später erneut als baufällig. Am 5. Mai 1674 beschlossen Kleiner und Grosser Rat der Stadt Mellingen, die Kirche abzubrechen und um 90 Grad gewendet in grösseren Dimensionen neu zu errichten. Die Arbeiten begannen im März 1675, im Herbst 1676 folgte die Einweihung durch den Weihbischof von Konstanz. Von der alten Kirche blieb nur der Turm erhalten. Von 1829 bis 1835 wurde der Innenraum vollständig klassizistisch umgestaltet, 1911/12 kamen neobarocke Stilelemente hinzu. Aussenrenovationen erfolgen 1959/61 und 2002. In den Jahren 1970 bis 1972 stellte man das klassizistische Interieur wieder her.

## Gebäude
Das Gebäude besteht aus einem rechteckigen Kirchenschiff von 23,5 Metern Länge und 14 Metern Breite sowie einem geringfügig eingezogenen halbpolygonalen Chor mit einer Seitenlänge von 5 Metern. An den Chor ist eine zweistöckige Sakristei angebaut. Über dem Chor erhebt sich ein sechseckiger Dachreiter mit Zwiebelkuppel. Ein Überrest der Stadtmauer verbindet die Stadtkirche mit dem Iberghof.
Zierde der Vorderfront sind ein Aufbau am Firstende mit Steinkreuz und Zifferblatt sowie das gemeisselte Hauptportal von 1675. Letzteres besteht aus einem pfeilergestützten Rundbogen, kannelierten Pilastern und einem Dreiecksgiebel mit Wappenrelief (Doppelwappen der Stadt und gekrönter Reichsadler). Die Türflügel sind mit figürlich-ornamentalen Schnitzereien des Künstlers Johann Adam Widerkehr verziert.
Eine Schrittlänge vor der nordöstlichen Längswand des Kirchenschiffs erhebt sich der freistehende quadratische Kirchturm, der durch überlappende Dachtraufen mit dem übrigen Gebäude verbunden ist. Der Turm war einst achsengleich mit dem gotischen Vorgängerbau, heute liegt er quer zum First des Schiffdachs. 1973 wurde der Turmchor zu einer Taufkapelle umgestaltet. Sie enthält ein Sakramentshäuschen aus dem Jahr 1583 und einen fragmentarischen Freskenzyklus aus dem späten 14. Jahrhundert. Die Obergeschosse des Turms sind vom Dachfirst des Hauptgebäudes aus über einen gedeckten Steg erreichbar. In ihm hängt ein 5- stimmiges Geläut welches 1959 von Rüetschi in Aarau gegossen wurde. Vor dem Turm steht die Sebastiansglocke. Eine ebenfalls 1959 gegossene Glocke hängt im Dachreiter und kann per Seilzug vom Chor aus geläutet werden.

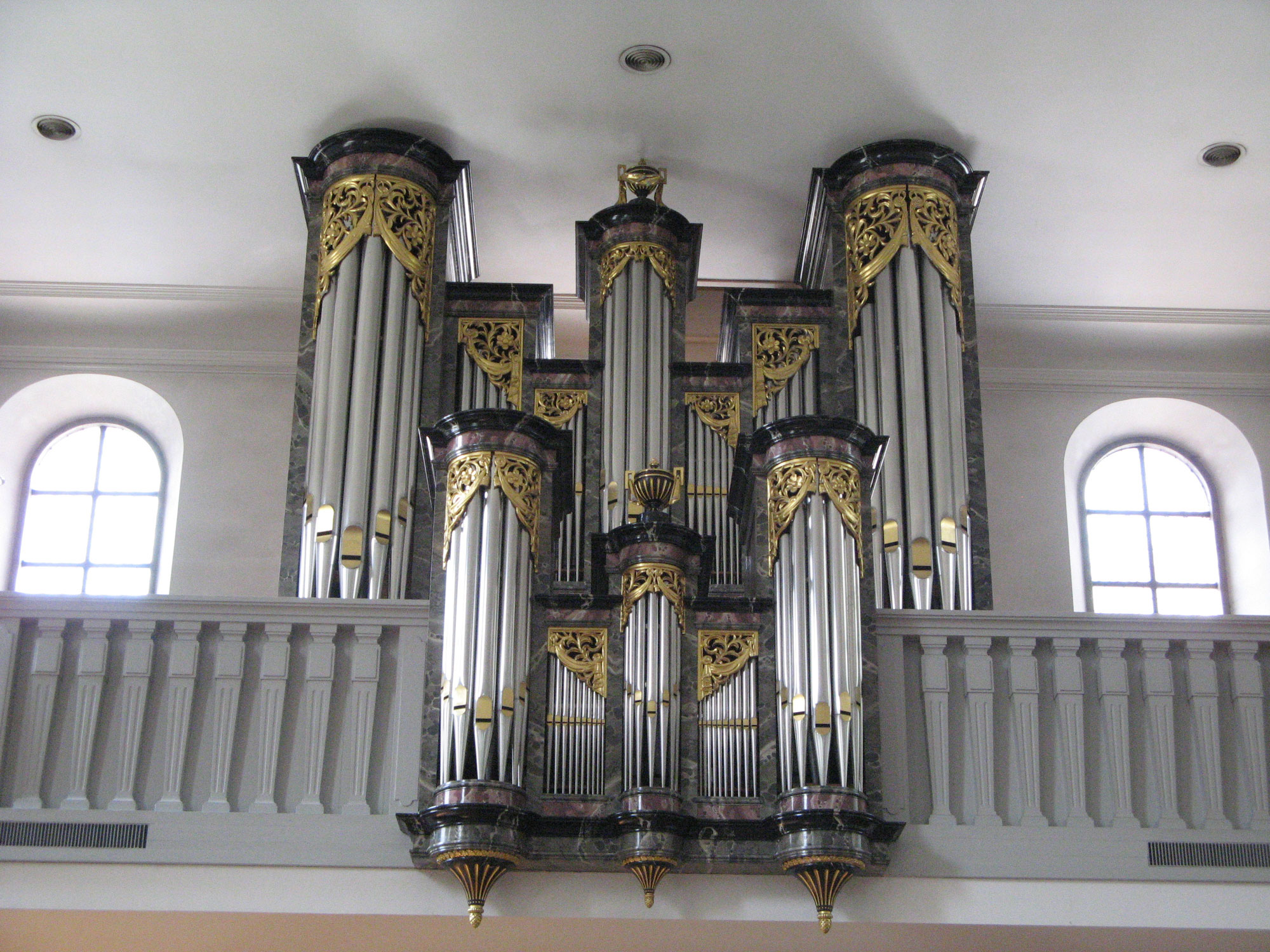
Orgel

Im Innenraum dominiert der 1972 rekonstruierte klassizistische Stil, nur der Chorbogen erinnert an die frühere barocke Gestaltung. Der nach oben spitz zulaufende Hochaltar wurde 1831 von Kaspar Moos gemalt und zeigt eine Kreuzigungsszene; der Altartisch stammt aus dem Jahr 1675. Flankiert wird das Altarretabel von zwei Holzplastiken, die Johann Adam Widerkehr 1677 anfertigte; das linke stellt Johannes den Täufer dar, das rechte Johannes den Evangelisten.
Die Seitenaltäre weisen Renaissance-Gemälde eines unbekannten Malers mit starkem italienischen Einschlag auf. Sie stammen aus der Zeit um 1600/20 auf, wurden 1972 im Kunsthandel erworben und eingesetzt. Aus der Vorgängerkirche wurde ein 14-teiliger Zyklus von Wappen- und Standesscheiben aus den Jahren 1629/31 übernommen, die seit 1675 die Fenster von Schiff und Chor zieren. Als Glasmaler wird Michael Müller (Künstler, 1570) genannt.